# Lingyan-Tempel

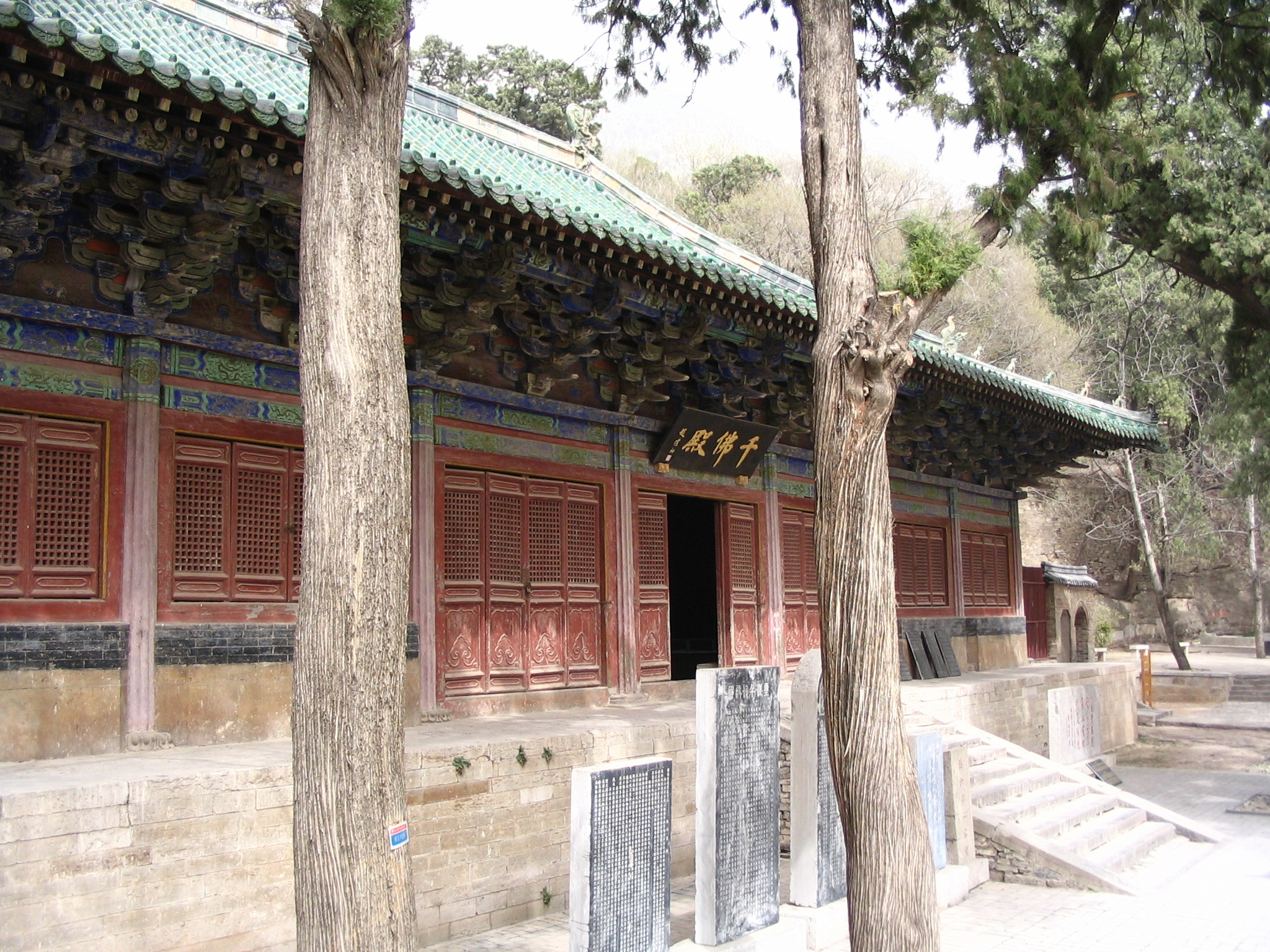
Halle der Tausend Buddhas (Qianfodian)

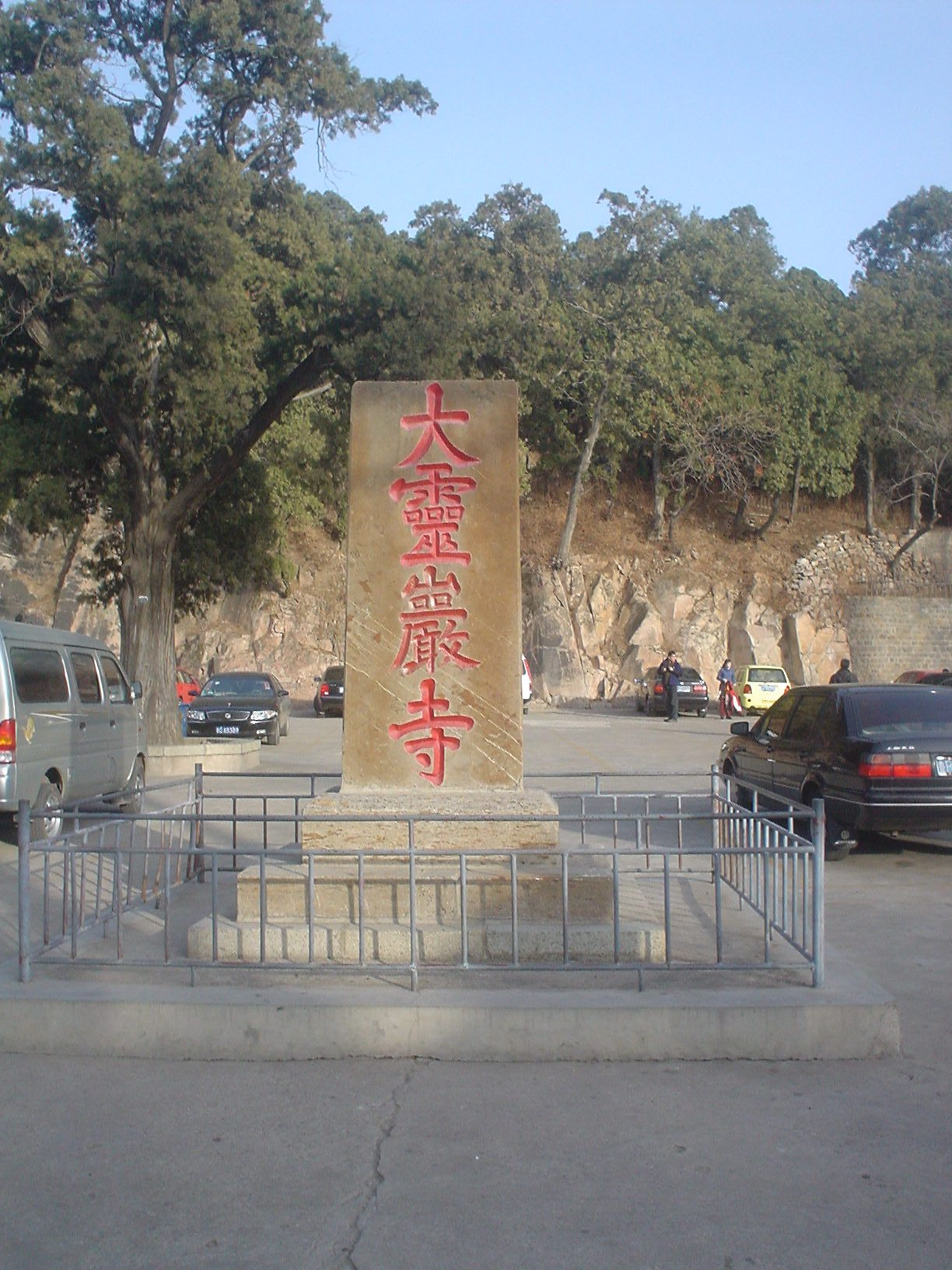
Am Linyan-Tempel (Da Lingyan si)

Der Lingyan-Tempel (chinesisch 靈巖寺 / 灵岩寺, Pinyin Língyán sì, englisch Lingyan Temple) in der chinesischen Ortschaft Wande 万德镇 des Stadtbezirks Changqing (长清区) der Stadt Jinan, Provinz Shandong, ist ca. 40 km südlich von Jinan und 25 km nördlich von Tai’an entfernt.
Der Tempel war einer der berühmtesten buddhistischen Tempel in der Zeit der Tang- und Song-Dynastie.
Er wurde in der Yongxing-Regierungsepoche (357–359) der Zeit der Früheren Qin (Qian Qin) errichtet, entwickelte sich in der Nördlichen Wei-Dynastie (386–534), und erreichte in der Zeit der Tang-Dynastie sowie in der Song-Dynastie seine Blütezeit.
In seiner „Halle der Tausend Buddhas“ (Qianfodian) aus der Zeit der Tang-Dynastie befinden sich vierzig bunte Tonskulpturen von Arhats aus der Song-Dynastie. Der chinesische Gelehrte Liang Qichao zählte sie zu den berühmtesten Statuen der Welt.
Der Lingyan-Tempel steht seit 1982 auf der Liste der Denkmäler der Volksrepublik China (2-21).
Er zählt zusammen mit dem Guoqing-Tempel im Tiantai Shan, dem Yuquan-Tempel im Wudang Shan und dem Qixia-Tempel im Qixia Shan zu den Vier großen Tempeln (Si da ming cha 四大名刹) Chinas.